# Dízelvontatás Magyarországon

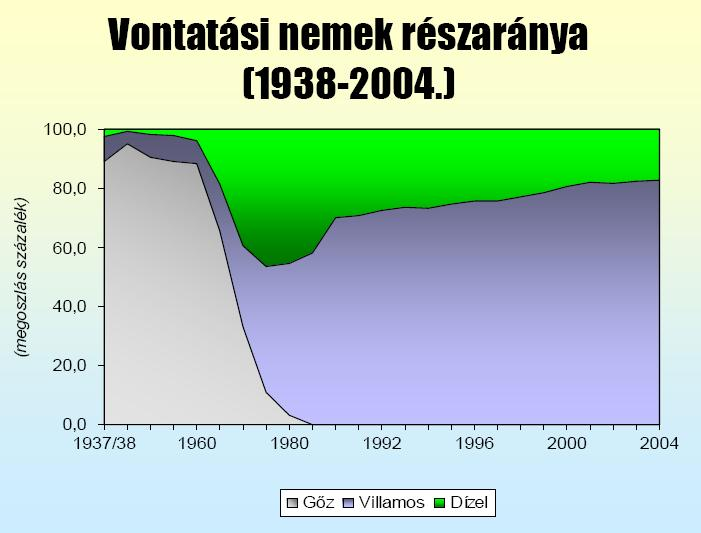

A dízelvontatás Magyarországon az 1920-as években jelent meg, és mai napig jelen van magyar a vasútvonalakon. Először főleg mellékvonalakon jelent meg a két világháború között a BCmot motorvonatok elterjedésével, melyek sokkal gazdaságosabbnak bizonyultak, mint az addig használt gőzvontatású vegyesvonatok. Jendrassik György munkásságával megalapozta a magyar dízelmozdony-gyártást, melyet utódai is sikeresen folytattak. A második világháború után a dízelmotorok fejlődésével a fővonalakon is megjelent a dízelüzem, ami a vasút-villamosítással lassan kiszorította a gőzvontatást. A fő dízelesítési programok az 1950-es évektől az 1970-es évekig zajlottak le a MÁV-nál, a ma használt mozdonyok nagy része is ebben az időszakban készült. A mozdonyok nagy részét magyar gyárak (Ganz–MÁVAG, Rába) gyártották, de voltak svéd (M61), szovjet (M62), csehszlovák (Bzmot) és román (M43, M47) import mozdonyok és motorvonatok is a beszerzések között. Az 1980-as évektől viszont a vasút-villamosítás előrehaladtával elkezdődött a dízelvontatás lassú térvesztése is, de a mellékvonalakon és kisebb forgalmú fővonalakon várhatóan még sokáig egyeduralkodó marad.

## A dízelesítés előtt
Bár a gőzvontatás egyeduralkodó volt a 20. század elején, már a századfordulón voltak törekvések a kiváltására. 1890-es években épült meg az első váltakozó árammal villamosított vasútvonal Olaszországban Kandó Kálmán tervei szerint. A belsőégésű motorok megjelenésével egyből felmerült a vasúti alkalmazás lehetősége, azonban a kiforratlan technika először még nem bírt megmérkőzni a fővonali vontatás nagy igényével.
1880-tól kezdve Magyarországon tömegesen épültek ki a helyiérdekű vasútvonalak, egy-egy térség gazdasági igényeihez igazodva. Ezeket a vonalakat kis forgalomra tervezték, a vonatközlekedést kezdetben vegyesvonatokkal bonyolították le. A vegyesvonatokban egyaránt voltak személy- és teherkocsik, a mozdony minden állomáson elvégezte a szükséges tolatási feladatokat, míg az utasok a kocsikban várakoztak. Ez a személyforgalom számára túl lassúnak bizonyult, mivel egy 40–50 km hosszú vonal bejárása több óráig is eltarthatott.
Gazdaságosabbnak és gyorsabbnak bizonyult, ha a személyforgalmat motorkocsikkal bonyolítják le. A századforduló táján jelentek meg a gőzmotorkocsik, melyek a mai motorkocsik őseinek tekinthetők. A könnyű szerkezetű személyszállító kocsik vontatásáról egy kisebb beépített gőzgép gondoskodott. Előnyük volt a gazdaságos üzem, hátrányuk viszont az utazás kényelmetlensége az utastérbe jutó füst miatt, emellett gyakran küszködtek meghibásodásokkal. Tömegesen nem tudtak elterjedni – volt HÉV-társaság, amely visszatért inkább a mozdonyvontatáshoz – viszont a tapasztalatok segítették a későbbi motorkocsik tervezését.
Sikeresebbek lettek a benzinüzemű motorkocsik: Magyarországon az első belsőégésű motorral rendelkező vasúti járművek (benzin-villamos motorkocsik) már 1904-ben megjelentek, és egyes magánvasutak (pl.: ACsEV) 1906-tól állítottak üzembe benzinmotorkocsikat. Egyes keskeny nyomközű vasutakon a század elején benzin-villamos mozdonyok jelentek meg. A dízelmotorok fejlettsége az első világháború után kezdte elérni azt a szintet, hogy megbízhatóak és alkalmasak legyenek vasúti feladatok ellátására.

## A két világháború között
Világszinten az 1920-as években jelentek meg az első dízelmozdonyok, amelyek már gazdaságosan üzemeltek, azonban lassan terjedtek el. Könnyebb volt a térnyerés a mellékvonalakon és az elővárosi forgalomban (például New York városa már 1923-ban kitiltotta a gőzmozdonyokat a légszennyezés miatt a városból.)
Ezekben az években a többi hazai magánvasút is beszerzett belsőégésű motorkocsikat - jellemzően kis darabszámban. A Budapesti Helyiérdekű Vasút Rt. saját, jól felszerelt műhelyében maga építette dízelmozdonyait, -motorkocsijait. A MÁV nehéz helyzetbe került Trianon után: fontos vasútvonalakat, gazdasági egységeket vágtak ketté és csatoltak el az új határok, az ország nem tudta fedezni saját szénszükségletét, emellett a környező országok kezébe került a mozdonyállomány nagy része. Előnyös választás volt tehát benzinüzemű motorvonatok beszerzése a mellékvonalak részére, ez lett a BCmot sorozat. A teher- és vegyesvonati forgalom részére további 88 db 275-ös sorozatú gőzmozdonyt rendeltek. 1931-ben a mai Magyarország területén 4364 km helyiérdekű vasútvonalból (mai értelemben vett mellékvonal) 2990 km vonalon választották szét a teher-, és személyszállítást.

### A BCmot

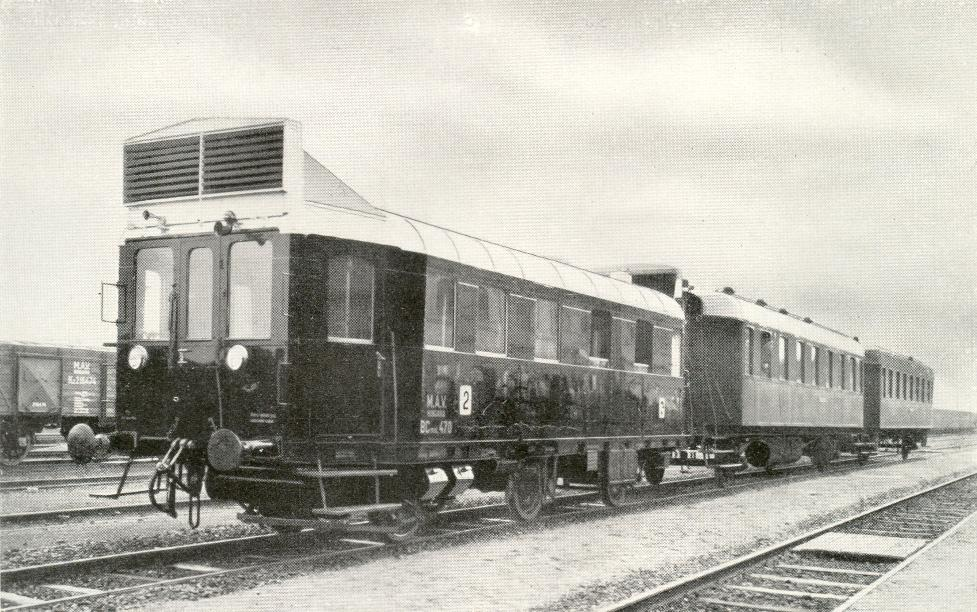
BCymot 470 szerelvényével

A MÁV 1926-ban több gyártól is rendelt kísérleti motorkocsikat, így a budapesti Ganz gyártól is. A Ganz egy teljes mértékben saját fejlesztésű és gyártású motorkocsit készített, amelyet a MÁV alkalmasnak talált a sorozatgyártásra - többek közt a magyar ipart szerette volna ezzel a döntésével támogatni. A két- és háromtengelyű motorkocsik és a velük szerkezetükben azonos mellékkocsik beszerzése 1927-ben kezdődött el. A kéttengelyű motorkocsikat a BCmot, a háromtengelyűeket a BCymot sorozatba sorozták. A motorkocsiknak egy hajtott kerékpárjuk volt, melyet a dízelmotor Hardy-tárcsás tengelykapcsolón és sebességváltón keresztül hajtott. Először itt vált általánossá Magyarországon a dízelvontatás, ugyanis az eredeti benzinmotorokat 1934-től kezdve az akkor új Ganz–Jendrassik-féle Ganz VI JaR 135/185 típusú dízelmotorokra cserélték. A motorkocsik 55 km/h maximális sebességükkel jelentősen csökkentették a menetidőt a vegyesvonatokkal szemben.
1926 és 1937 között összesen 116 darab készült, becenevük „béka” lett. Korszerűsítésük során, 1971-1974 között eredeti dízelmotorjukat Rába-MAN D2156HM6 motorokra cserélték. A sorozat hosszú életet élt meg: az 1970-es évek végéig járták mellékvonalainkat, amikor Bzmot motorkocsik váltották fel őket. Menetrend szerint egészen 1988-ig közlekedtek. Egy részük ma is dolgozik vasútüzemi járműként.

### Jendrassik György
Akár a villamosvontatás hazai történetében, úgy a dízelvontatás esetében is a korai időkben feltűnt egy kulcsfigura, aki előrelátó gondolkodásával és kivételes tervezői képességeivel megteremtette a világszínvonalú hazai gyártást: Jendrassik György. 1926-ban tervezte első dízelmotorját, egyhengeres kivitelben. Ezt nagyobb motorok követték, melyeket a próbák után először kisebb sínautóbuszokba építettek be. A motorok három fő újítást tartalmaztak:
- osztott (előkamrás) égéstér a jobb keverékképzés elérésére magasabb üzemi fordulatszám érdekében,
- dekompressziós berendezés az indítás és a normál üzemi állapot elérésének meggyorsítására,
- rugós befecskendező-szivattyú.

Ezekkel az újításokkal egy olyan dízelmotor-konstrukció született, amely kisebb méretével és tömegével, valamint nagyobb fordulatszámával a vasútüzem követelményeinek jobban megfelelt, mint az akkori nagy, nehéz és lassú fordulatú, hajózásban használt dízelmotor. A Jendrassik-féle dízelmotort Hollandiában is gyártották licenc alapján.

### Árpád sínautóbusz
Jendrassik 1934-ben új dízelmotort tervezett, a VI JaR 170/220-at. Ez került a híres Árpád sínautóbuszba. Az Árpádból hét darab készült, és funkciójuk a mai InterCity vonatoknak felelt meg. Budapest és Bécs, valamint megyeszékhelyeink között jártak.
Az Árpád motorjának korszerűsítésével jött létre a 170/240-es motorcsalád. Ez lett a legsikeresebb motortípus. Számos változata alakult ki, melyek alapját képezték a MÁV vontatójármű-típusoknak és az exportszállításoknak is.

### Az első dízelmozdonyok beszerzése
A MÁV a motorkocsik üzembeállításával szemben hosszú ideig nem rendelt dízelmozdonyokat. 1935-ben 2 darab benzinüzemű 90 LE-s teherkocsi alvázra épített kismozdonyt vett át az Északi Főműhelytől, és 25 sorozattal üzemeltette néhány évig. Egyes iparvállalatok államosításával az 50-es években a MÁV kezébe jutott néhány kis dízelmozdony (M260.40 sor., M322.40 sor- ez utóbbi M30.20 sorozatszámon is üzemelt, egy nagyobb német tolatómozdony-sorozatból), ezeket azonban a MÁV hamar selejtezte.
1942-ben a MÁV pályázatot írt ki nagy teljesítményű, gyorsvonati motorvonat-hajtófejként is üzemeltethető dízelmozdonyok építésére. A mozdony 4 hajtott tengellyel készült volna, 120 km/h sebességre és 2000 LE (1470 kW) teljesítményre. A pályaművekben egyaránt szerepelt Ganz XVI Jvf 170/240 típusú (2 X 1100 LE), Ganz 2000 LE-s, Láng Gépgyár 2 X 1000 LE-s, 6 hengeres, valamint Sulzer U elrendezésű 2000 LE-s, 12 hengeres dízelmotorok beépítése, mechanikus ill. villamos hajtás. A mozdony M469.9 sorozatszámot kapott volna. A fejlesztést a második világháború akadályozta meg. Amennyiben ez a mozdonytípus megépül, a MÁV Európa egyik legkorszerűbb dízelvontatási rendszerével büszkélkedhetett volna már talán az 1940-es évek végén.

### Új motorvonatok: Hargita és Böbe
Megindult a gyors ütemű motorkocsi- és motorvonat-fejlesztés. Ebből néhány kísérleti vagy egyedi típuson kívül a MÁV-hoz csak a XII Jv 170/240 erőgéppel készült Hargita-motorvonatok (Cbmot) prototípusai jutottak. A motorvonatok 1944-ben készültek el. A mellékvonalakon a maximális tengelyterhelés 12 tonna volt, és ezt túllépték a Hargita motorvonatok, így azok leginkább fővonali szolgálatot láttak el. Egyet közülük kormányzati vonattá alakítottak 1957-ben, kettő expresszvonatként közlekedett Keszthelyre a hetvenes évekig. Később üzemi vonatokként funkcionáltak.
A túl nagy tengelynyomás miatt át kellett alakítani a motorvonatokat, így a Hargita-konstrukcióra épültek a MÁV-nak 1956-57-ben szállított ABbmot (18 db), és 1958-59-ben szállított Bbmot (22 db) mechanikus hajtásrendszerű vontató motorkocsijai. Ezek eredetileg mellékvonali szolgálatra készültek, de a MÁV főleg üzemeltetésük korai szakaszában, gyakran csatolt üzemben, gyorsvonati szolgálatban használta őket a fővonalakon, és a nagyobb kihasználtságú személyvonatokat is ezek a típusok látták el a mellékvonalakon. Az ABbmot motorkocsikat 331 kW-os XII Jv 170/240 motorokkal, a Bbmot kocsikat továbbfejlesztett, 368 kW-os 12 JV 17/24-es motorokkal szerelék fel. Becenevük „Böbe” lett.

### A Balaton motorvonat

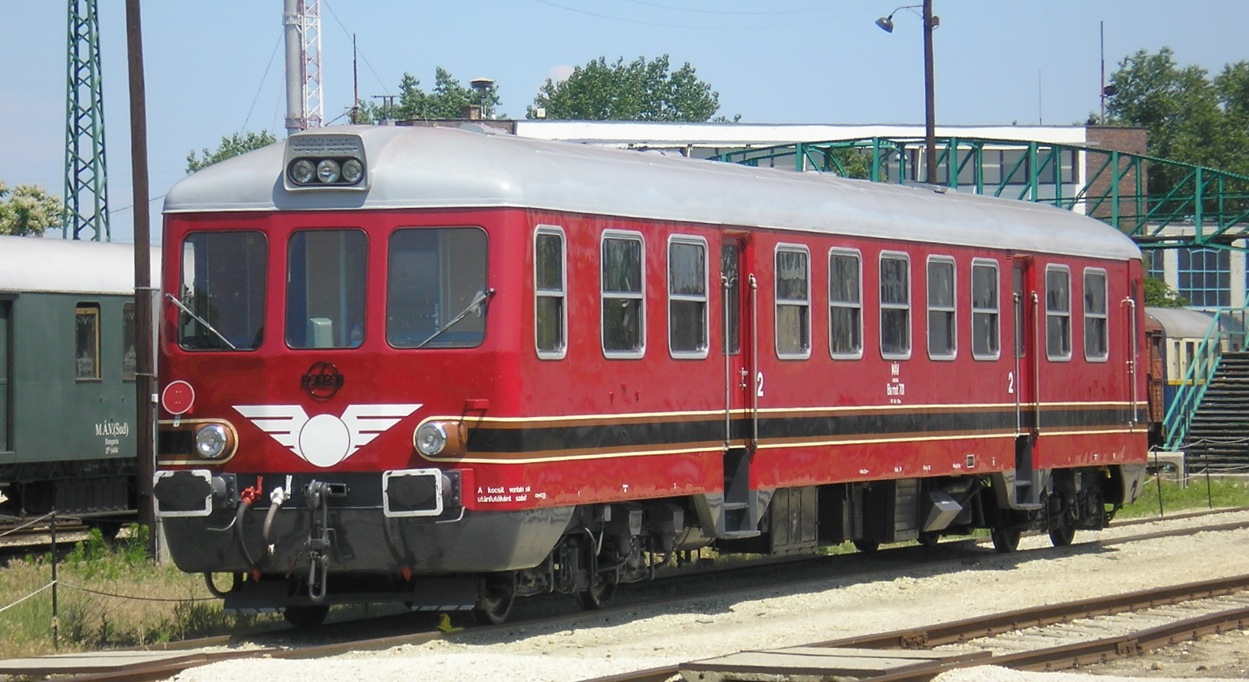
Bamot (Balaton) motorvonat

1961-ben a győri Rába gyárban folyó fejlesztés eredményeképpen született meg 2 darab Bamot (Rába-Balaton) motorkocsi. A motorkocsinként 2 darab 6 Js 13.5/17 dízelmotor 1-1 forgóvázat hajtott. A MÁV átvette őket, de nem őrizte meg túl sokáig, így a GYSEV-hez kerültek, ott Bamot 701-702 pályaszámon voltak üzemben

## Külföldi megrendelések
A GANZ motorkocsik sikerei hamar felkeltették a külföldi vasúttársaságok figyelmét. A legnagyobb megrendelések Argentínából, Indiából, Jugoszláviából és Luxemburgból jöttek, így a GANZ motorkocsik elindultak világhódító útjukra.

## A dízelesítési program
Az ötvenes évek elejére nyilvánvalóvá vált, hogy a fejlődése csúcsára ért gőzvontatást hátrányai miatt modernebb vontatási nemek váltják fel. Ez azért is szükségessé vált, mert az 50-es években fellépő szénhiány miatt drága lett a gőzmozdonyok üzemeltetése. A MÁV szakemberei szükségesnek látták a magyar törzshálózat villamosítását. Ez azonban jelentős beruházásokat igényelt, évi üteme meghatározott volt. A villamosvontatás elterjedéséig célszerű volt a dízelvontatás bevezetése. A Ganz gyárban folyó dízelmotor-fejlesztésekre alapozva született meg a dízelesítési program.
Ez háromféle dízelmozdony-sorozat tervezését jelentette a már meglévő és tervezett motorkocsi-sorozatok mellett:
- dízelmozdony-sorozat könnyű és mellékvonali tolatószolgálatra, 100 kW teljesítménnyel,
- fővonali tolató dízelmozdony mely alkalmas tehervonatok vontatására is, 440 kW teljesítménnyel,
- fővonali univerzális dízelmozdony vonatfűtési lehetőséggel és 1500 kW teljesítménnyel.

Ezekhez a mozdonyokhoz már rendelkezésre álltak a dízelmotorok és a főbb alkatrészek tervei.

### M28

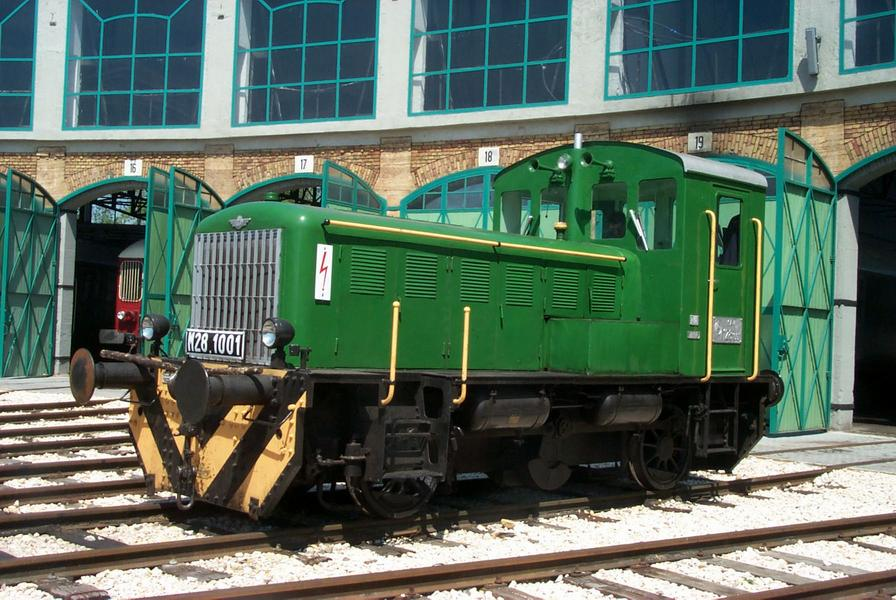
M28 mozdony a Magyar Vasúttörténeti Parkban

Könnyű és mellékvonali szolgálatra tervezték a meglévő VI JaR 135/185 típusú motorral és Hardy-tárcsás tengelykapcsolóval egybeépített 4 fokozatú sebességváltóra épülő konstrukciót. Ebből született az M28-as típus („Mazsola”, „Kispityu”, „Muki”), (1959-ig M275,40 sor.), melyet a Rába gyártott mechanikus (24 db) és később hidromechanikus (10 db) erőátvitellel. Az eredeti motorokat az 1970-es években Rába-MAN D2156HM6 motorokra cserélték. A mozdonyok iparvállalatok megrendelésére is készültek.

### M44

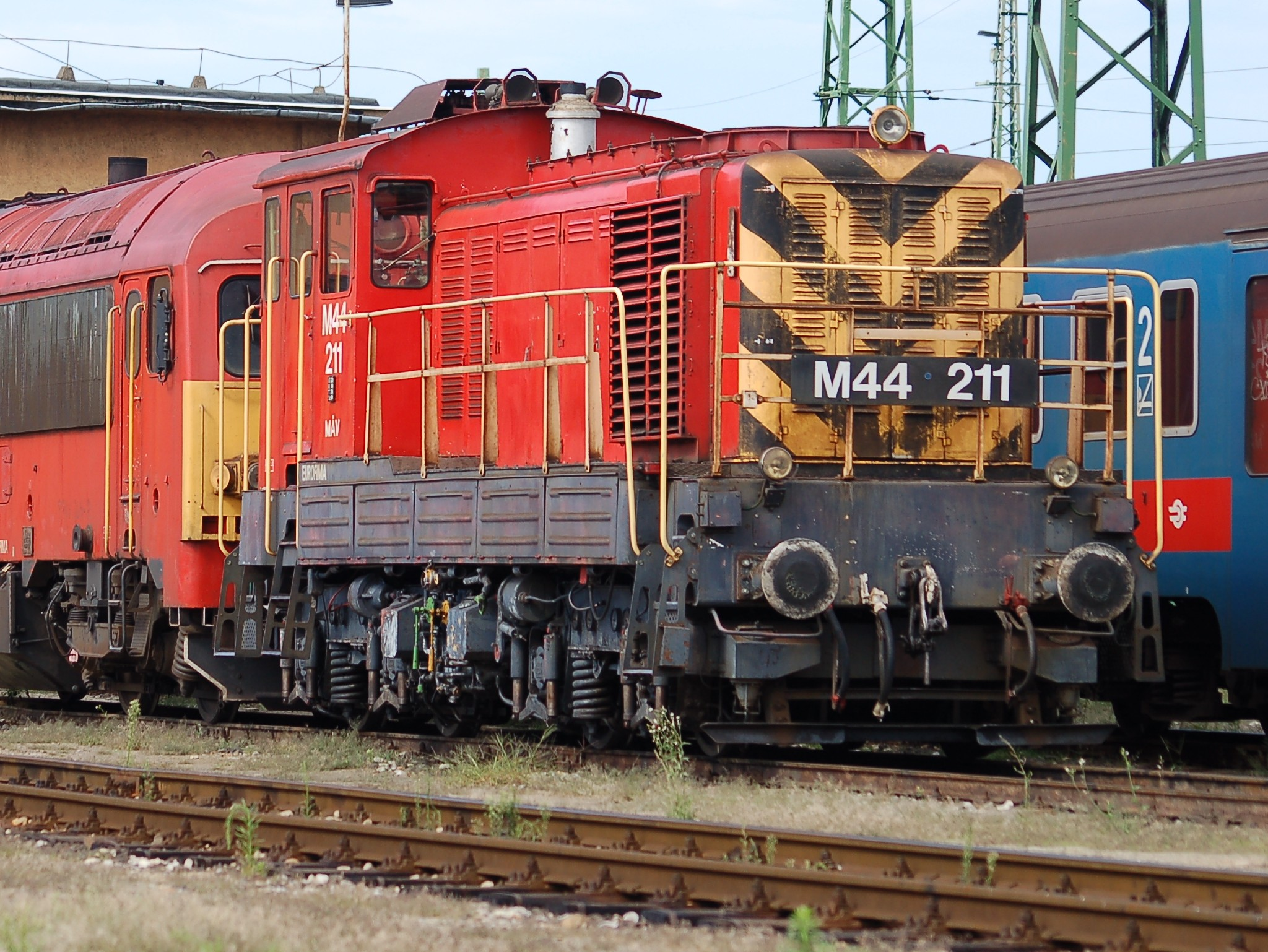
M44 mozdony

A fővonali tolatószolgálatokra és tehervonatok továbbítására épült meg az M44-es sorozatú dízelmozdony. A mozdonyt 1957-ben kezdték gyártani, és a MÁV-ot váratlanul érte megjelenésük, mert ők egy külföldi licensz alapján épített mozdonyra számítottak. Ennek a típusnak (DVM-2) a Ganz XVI Jv 170/240 motor – EBSC 41/200 főgenerátor gépcsoport adja az alapját. A mozdonyból a MÁV részére mintegy 200 darab, egyéb hazai és külföldi megrendelésekkel együtt összesen 924 darab készült. Ez lett a híres „Bobó”. A mozdonyok a MÁV-nál főként tolatószolgálatot láttak el, de 80 km/h végsebességük és a szinkronvezérlés lehetősége alkalmassá tette őket gyorsvonatok vontatására is. Ezt a hatvanas években ki is használták.

### M601
Jendrassik György 1947-ben megtervezte a XVI Jvf 270/340 dízelmotort. A tervekben feltöltéssel együtt 1470 kW (2000 LE) teljesítmény szerepelt. A motor 1953-ra készült el. Gyártását 1952-ig Erőssy Lajos vezette. A motor 311 literes lökettérfogata mellett feltöltés nélkül 750 1/min fordulatszámon 1066 kW teljesítményt adott le. A motort a próbapadi vizsgálatok és nyúzópróbák után egy mozdonyba építették, melynek szerkesztésében felhasználták az akkoriban gyártott villamos mozdonyok berendezéseit és járműszerkezeti elemeit. Így született meg az M601-es, mely a nyíltvonali próbákon nem jutott túl.

## Külföldi mozdonybeszerzések
A kudarcba fulladt nagy dízelmozdony-fejlesztés ellenére a MÁV-nak szüksége volt az M601-es típushoz hasonló vontatójárművekre. Csak a külföldi mozdonybeszerzés jöhetett szóba, mint ahogy az a villamos mozdonyoknál is történt.
A hazai gyártó-fejlesztő szakma, a Ganz és a MÁVAG egyesítése miatt különösen, illetve a minisztérium (KGM) és a kormány között külön is, jelentős belső szakmai harcok folytak. Az ügyek még az MSZMP KB előtt is szóba kerültek, többször is. A hazai fejlesztéseket erőltették a nemzetközi kitekintéssel nem (nem feltétlenül) rendelkező, vagy a pártnak elkötelezett szakemberek, miközben különösen a hajtások és a motorok tényleges hazai fejlesztése messze sem azzal az eredményességgel zajlott mint azt egyesek elképzelték volna. Tehát voltak jó sokan, akik a licenszek megvásárlását gátolták. Mi több, egyesek a licensz beszerzéseket, a szakmai együttműködéseket komolyan ipari szabotázsnak tekintették még a 60-as években is.
A szovjet ipar itt sem rendelkezett még megfelelő konstrukcióval. A szakembereknek sikerült elérni egy nemzetközi pályázat kiírását 20 darab dízelmozdony beszerzésére. A pályázatra több ajánlat is érkezett, és két vállalat, a német Krauss-Maffei és a svéd NOHAB 1-1 demonstrátor mozdonyt is küldött 1960-ban. A német mozdony a híres kétmotoros, hidraulikus erőátvitelű V200 típus hattengelyű változata volt, a NOHAB mozdonya pedig az amerikai General Motors-nál évtizedek óta fejlesztett dízel-villamos mozdony európai adaptációjának számított. Ez utóbbi konstrukciót a NOHAB 1954 óta gyártotta sorozatban.

### A NOHAB-ok

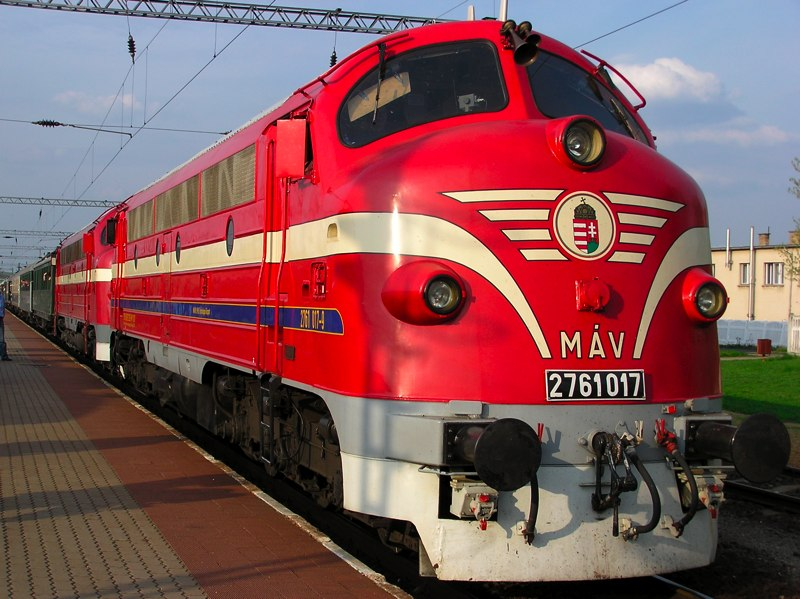
M61 mozdony Hidasnémetinél

A magyar szakemberek a NOHAB mozdony megvásárlása mellett döntöttek, egyszerűbb szerkezete és az addigi igen kedvező üzemi tapasztalatok miatt. Tárgyalások folytak hazai összeszerelésről is licenc alapján, azonban ez a terv is akadályokba ütközött. Egy esetleg megvalósuló hazai gyártás megakadályozta volna a szovjet mozdonyok magyarországi elterjedését. A NOHAB mozdonyai 1963–1964 során érkeztek, és M61 besorolást kaptak. A Budapest Északi (akkor Hámán Kató) vontatási főnökség mozdonyállományába kerültek (tíz mozdonyt időlegesen Debrecenbe helyeztek ki). Az ország valamennyi fővonalán megfordultak, akár napi 900 km-t is megtettek. Elsősorban nehéz gyors, és nemzetközi expressz vonatokat vontattak, de gyakran tehervonatokat is. Tárgyalások folytak 1962–63-ban újabb (nagyobb teljesítményű) NOHAB-szériák vásárlásáról is, ezt azonban a szovjetek megakadályozták.

### A szovjet mozdonyok

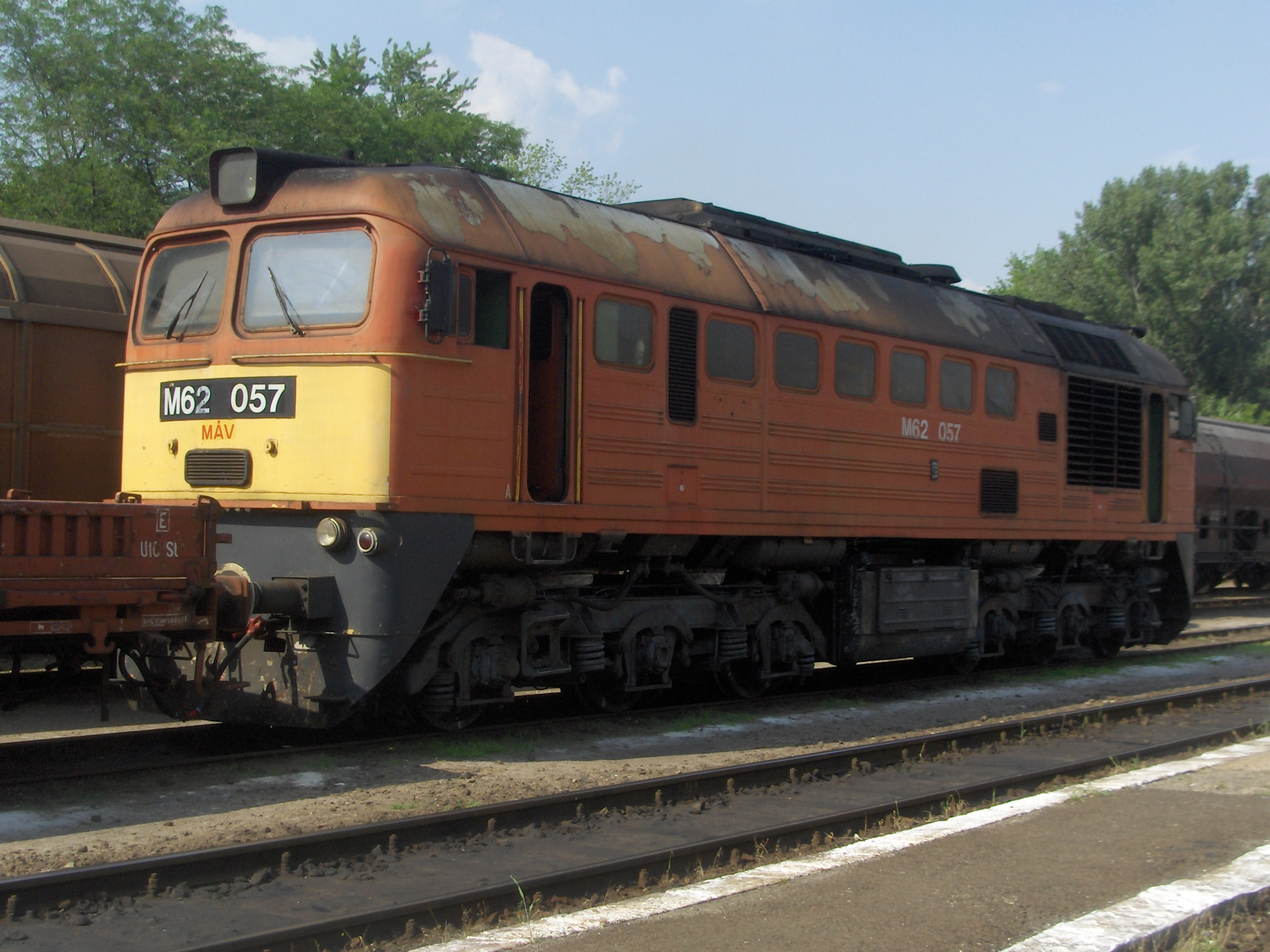
M62 mozdony

A KGST-n belül az 1950-es évek végén a nagy dízelmozdonyok gyártását a szovjet ipar kapta meg. Az „európai mozdonyok” gyors szériagyártása azonban nem indulhatott meg. Ennek oka egy megfelelő vasúti dízelmotor hiánya volt. A Szovjetunióban már az 1940-es évektől működtek dízelmozdonyok; ezek motorját azonban aligha lehetett az európai szerkesztési szelvénnyel dolgozó vasutak mozdonyaiba építeni. A szóban forgó 10 D 100 típusú dízelmotor ugyanis a háborús német tengeralattjárók számára épült Junkers Jumo kétütemű dízelmotor mintájára készült, ellen-dugattyús, függőlegesen elhelyezett két főtengelyes típus volt, méretei meghaladták a kritikus határt. A szovjet iparnak ki kellett fejleszteni egy új dízelmotort. Ez 1964-re történt meg, ekkor született meg a kolomnai gépgyárban a 14 D 40-es, V elrendezésű, 12 hengeres, kétütemű, feltöltött dízelmotor. Számos szerkezeti egysége illetve technikai megoldása kísértetiesen hasonlított a General Motors dízelmotorjára, de több, a GM motoron alkalmazott formabontó megoldás helyett hagyományos szerkesztési elveket használtak. A motort két prototípus mozdonyba építették be először, majd 1965-ben elkészült az első két normál nyomtávú prototípus, a MÁV részére.

#### A Szergej
A prototípus mozdonyokat csak az első széria 50 mozdonyával együtt szállították a MÁV részére (M62,001-052). Az első széria üzemeltetését kezdetben megengedhetetlen, durva hibák jellemezték. Ezek részben konstrukciós, részben anyaghibák voltak. Ezeket a mozdonygyár és a magyar szakemberek együttműködésével sikerült kijavítani. A MÁV nem akart több mozdonyt rendelni a Szovjetunióból, de kénytelen volt, mert a nyugatról vásárolt NOHAB mozdonyok miatt a szovjetek kényszerítették a tőlük való vásárlást. A gondok másik része abból adódott, hogy a gyártó nem volt hajlandó a mozdonyokba vonatfűtő berendezést szerelni. Ezért a MÁV abba a kényszerhelyzetbe került, hogy külön aggregát egységet kellett kifejlesztenie a vonatok fűtésére, melynek dízelmotorja a bevált Ganz 12 VFES 17/24 típus lett. Ezt egy személykocsi járműszerkezetbe építették, ez lett a „Rezsó”. Az M62 sorozat csak így lett alkalmas személyvonati szolgálatra. Az 1472 kW teljesítményű mozdonyok beszerzése 1965-1974 között zajlott le, a MÁV-nak 270 darab normál és 18 darab széles nyomtávú, a GYSEV-nek 6 darab mozdony érkezett. 1975-ben az összes tehervonati vontatási teljesítmény 40%-át ez a sorozat végezte. A M62 típus, a „Szergej” nemcsak a többi KGST-országban, hanem a Szovjetunióban is elterjedt, hiszen a magyar szakemberek segítségével egy bevált mozdonytípus lett, korszerűbb lévén a szovjet vasút korábbi mozdonyainál.

## A második dízelesítési program
Miután a gőzvontatás elavult, belekezdtek a második dízelesítési programba. A lecserélni kívánt gőzmozdonyok mellékvonali, tolató és kis tehervonatok továbbítására használt mozdonyok voltak.

### Az utolsó győri mozdony

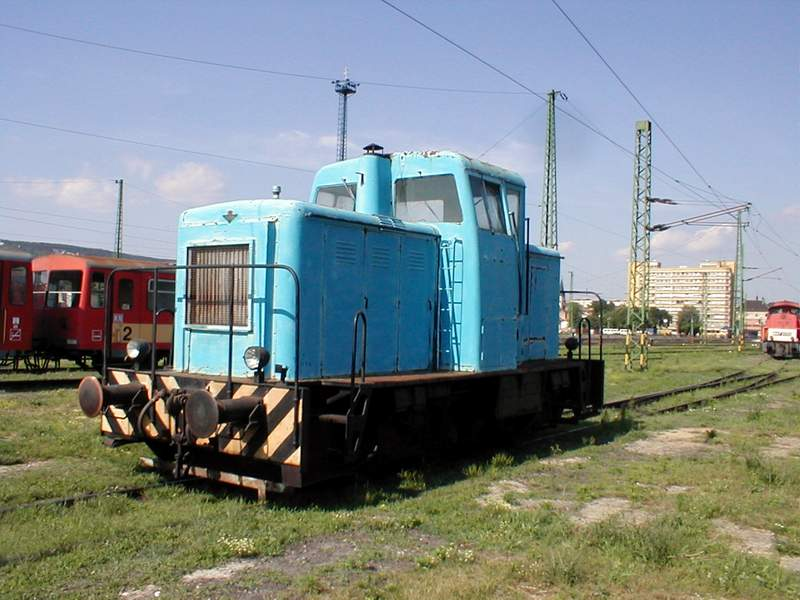
M38 mozdony

A győri Rába gyár a Ganz-Jendrassik 6 Js 13.5/17 motor „megduplázásával” nyert 12 Jv 13.5/17 motorokra alapozva fejlesztette ki könnyű, 200 kW-os, 3 tengelyű tolatómozdonyát 1961-ben. A 7 darab mozdony a MÁV-nál M38 típusjellel dolgozott. Főleg a motor konstrukciós hibái miatt nem terjedt el, a kis sorozatot a MÁV a 70-es évek közepén selejtezte, két mozdony iparvállalatoknál tolatószolgálatot látott el. További mozdonyfejlesztés Győrben már nem történt.

### M31

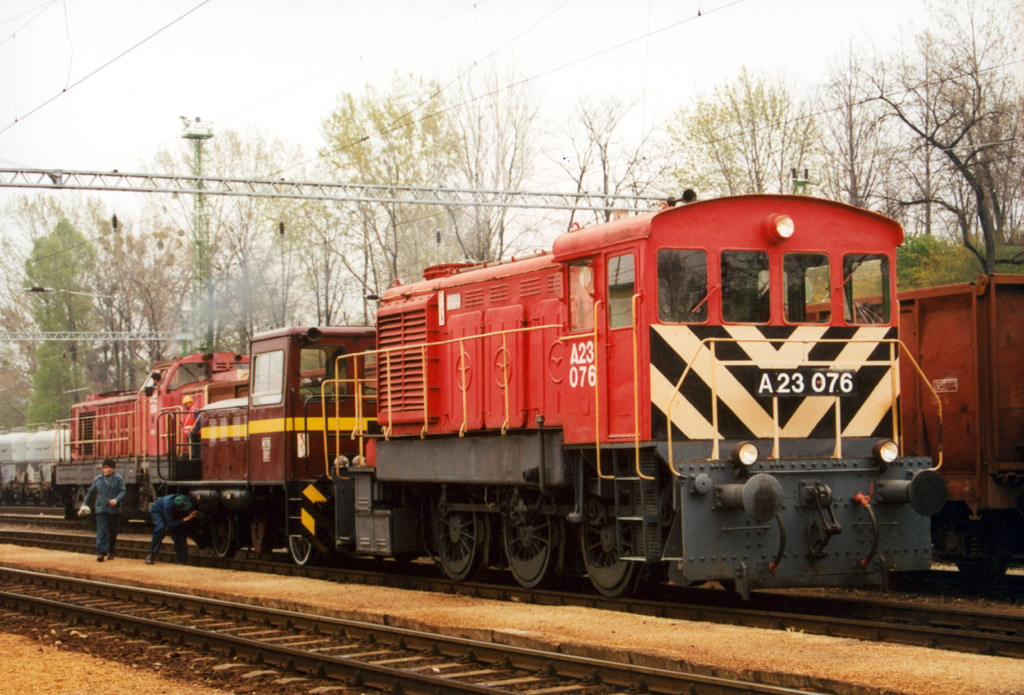
M31 mozdony

A Ganz és a Mávag 1958-tól a 17/24 motorcsaládra alapozva kezdte meg a további fejlesztéseket. A 12 JV 17/24 típusú motor adta az alapot a 331 kW teljesítményű DHM-2 (M31,a „Zetor”) sorozathoz. A mozdonyba Voith hidraulikus hajtóművet és rudazatos tengelyhajtást építettek. Az új motor prototípus hibáinak megszüntetésével a MÁV egyik legjobb tolató mozdonya lett. A MÁV számára 1958–1960-ban 51 darab készült, ugyanennyit vásároltak különböző hazai iparvállalatok is (A23 sorozat). A csaknem 40 éves mozdonyok kis része jelenleg is üzemben van, és jól működik. A sorozatra jellemző, hogy a selejtezett MÁV mozdonyok egy része megmenekült a lángvágótól és iparvállalatoknál dolgozik.

### M46

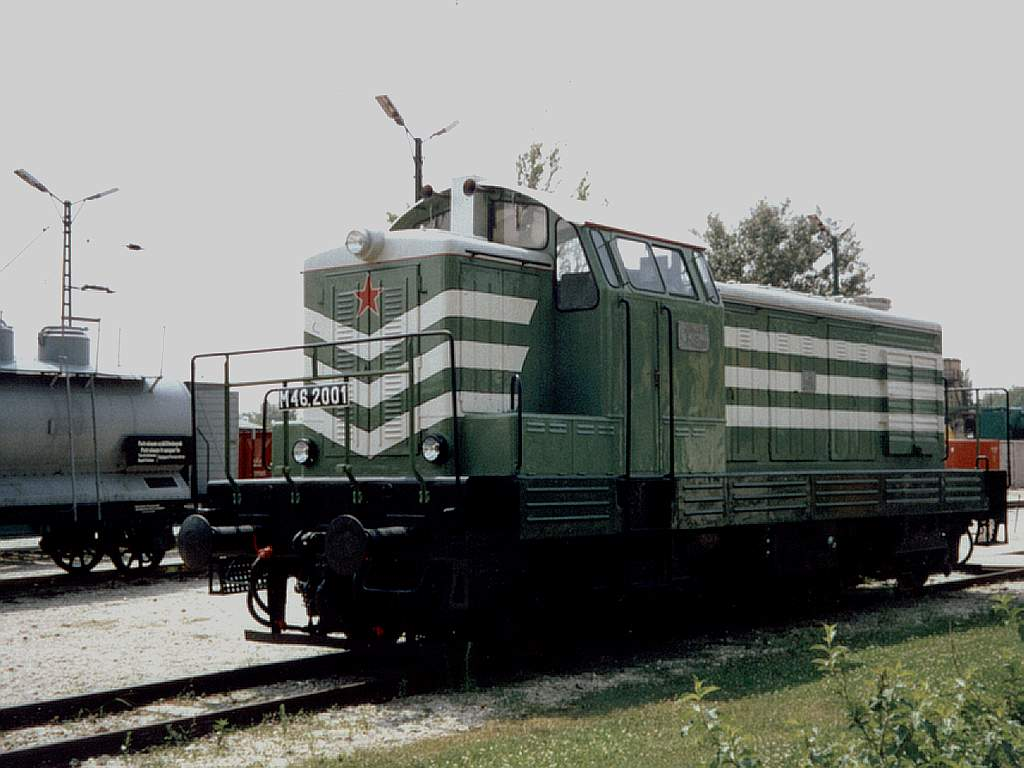
M46 mozdony

A 12 JV 17/24 típusú motor 16 hengeres változata (470 kW) a DVM-4 mozdonyba került beépítésre 1960-ban. A mozdony az M44-hez hasonló kivitelű, de annál nehezebb tolatómozdony volt. A prototípus mozdony normál, a sorozatgépek több száz példányban a Szovjetunió számára széles nyomtávra készültek. A prototípus mozdonyt a MÁV nem vette át, az Diósgyőrbe került, és A25,015 besorolással ipari tolatószolgálatot teljesített a 90-es évek elejéig. A DHM-4-ből 1968-ban 5 darabos nullszéria is készült (M46 2005-2009), mely 90 km/h sebességével már könnyű gyorsvonati szolgálatot is elláthatott. A fejlesztés itt megállt, széria ebből a mozdonyból sem készült.

### M40
A prototípusokkal nyert tapasztalatok alapján építették meg 1966-ban a DVM-8 mozdony első szériáját, mely a MÁV-nál M40,003-009 besorolást kapott. Ezek a mozdonyok lettek az első „Púpos”-ok, alacsony gépterükből kiemelkedő jellegzetes vezetőfülkéjükről kapták ezt a nevet. A gépek fővonali személyvonati szolgálatra készültek, ennek megfelelően 100 km/h volt a végsebességük és vonatfűtő kazánnal is felszerelték őket. A mozdonyokba 16 JVF 17/24 motorokat (605 kW) építettek, mely konstrukciónál a motor két végén 1-1 db turbófeltöltő volt. A mozdonyoknak a géptér tetején 2 db kipufogócsövük volt („kétkéményes Púpos”), a motor légellátása a géptérből beszívott levegővel történt.

### Új Magyar motorvonat, az MDmot
1967-ben a MÁV pályázatot írt ki könnyű dízelmotorvonatra, melyet a Ganz (Ganz-Mávag) nyert meg. 1968-ban elkészült az első két MDmot motorvonat, melynek motoros egysége külön mozdonyként is használható még a legkisebb tengelyterhelésű vonalakon is. A motorkocsi erőforrása a jól bevált Ganz 12 VFE 17/24 motor, mely egy saját fejlesztésű hidromechanikus hajtóművet hajt. A motorvonat külön villamos vonatfűtő egységgel készült, melyet nem a motorkocsiban, hanem a vezérlőkocsiban helyeztek el. A motorvonatból 42 db épült 1970-1975 között, azóta is jól üzemel a sorozat. A népszerű vonatok a „Piroska” nevet kapták. A motorvonatok a Dunántúl egyes vonalain kezdték szolgálatukat.

## Modern mozdonyok beszerzése
Az M40-es mozdonyok teljesítménye tehát kevésnek bizonyult a nehéz személyszállító vonatokhoz. A MÁV nagyobb teljesítményű mozdonyokat igényelt. Az M62-es gépek nagy része tehervonati szolgálatban dolgozott, az M61-eseket pedig a nemzetközi vonatok foglalták le. A villamosítással együtt növekedett a szállítási igény is, tehát a MÁV elhatározta újabb dízelmozdony-sorozatok beszerzését. Ezeknél fontos szempont volt a korszerűbb elektromos vonatfűtési lehetőség. Ez még nagyobb motorteljesítményeket igényelt. A Ganz az 1960-as évek közepén belekezdett egy közvetlen befecskendezéses, hengerenként 100 LE teljesítményű motor fejlesztésébe.

### M41
Ennek 12 hengeres változatát építették be az 1968-ban elkészült új hidraulikus M41,2001 mozdonyba (DHM-5). Ugyanakkor licenszt vásárolt a Ganz a hengerenként 150 LE (115 kW) teljesítményű Pielstick PA4V-185 típusú motor gyártásához, ennek 8 hengeres változata került be az M41,2002-es mozdonyba. A mozdonyokba még gőzfejlesztőt építettek a vonatok fűtéséhez. A MÁV most sem vásárolta meg a prototípus mozdonyokat (azok végig a gyár tulajdonában maradtak és 1975-ben selejtezték őket), hanem 12 hengeres Pielstick-motorokkal felszerelt nagyobb teljesítményű (1325 kW), két vezetőfülkés mozdonyokat rendelt. Ez lett az M41,21 sorozat, melyből az első 5 darab 1973-ban készült el. A motor egy Voith-licencia alapján épült kétkörös hidrodinamikus hajtóművön keresztül kardántengelyekkel hajtja a négy kerékpárt. A vonatok fűtéséről egy Ganz fűtőgenerátor gondoskodik. A forgóváz-szekrénykapcsolatot a gyár több lépcsőben fejlesztette ki. A mozdonyból 107 db épült a MÁV, 7 db pedig a GYSEV részére. A mozdonyok alkalmasak toltvonati közlekedésre, azokhoz vezérlőkocsik is készültek (BDt 100-as sorozat) az elővárosi ingaforgalom részére. A mozdonyok jól beváltak és megfelelő karbantartás esetén ma is kiválóan működnek. Mindössze 1 db-ot selejteztek közülük, az M41,2159-est, súlyos baleset miatt. A mozdonyok, hangjuk miatt a „Csörgő” nevet kapták.

### M63
Szükség volt nagy teljesítményű nehéz gyorsvonati mozdonyokra is. A Ganz 1970-re a 18 hengeres Pielstick-motorra alapozva egy 2700 LE (1980 kW) teljesítményű, 130 km/h sebességű váltóáramú-egyenirányítós dízelmozdony (DVM-10) két prototípusát készítette el. A mozdonyok a MÁV-nál az M63 sorozatjelet kapták. A kissé eltérő kivitelű nullsorozat-mozdonyok 1975-ben kerültek a MÁV-hoz (DVM-10-2, M63,003-010). A mozdonyok Szombathelyre és Budapest-Ferencváros vontatási főnökséghez kerültek. Az üzemi tapasztalatok sajnos sok esetben kedvezőtlenek voltak. Ezek főleg a mozdony túlbonyolított szerkezetéből adódtak. Előfordult emellett anyaghibára visszavezethető súlyos üzemi baleset is. Részben emiatt, részben a kőolaj-árrobbanás miatt újra meglódult vasút-villamosítás miatt a MÁV eltekintett a szériavásárlástól.

### M32
1972–74-ben a MÁV 56 db DHM-6 típusú 3 tengelyes, 265 kW teljesítményű hidraulikus erőátvitelű tolatómozdonyt vásárolt (M32 sorozat, a “Gokart”) a Ganz–MÁVAG-tól. Erőforrása egy továbbfejlesztett Ganz motor, a 8VE-17/24-T típus. A mozdonyok könnyű tolatószolgálatra kerültek, főleg az alföldi mellékvonalakra.

### Románia ajándéka, M43 és M47

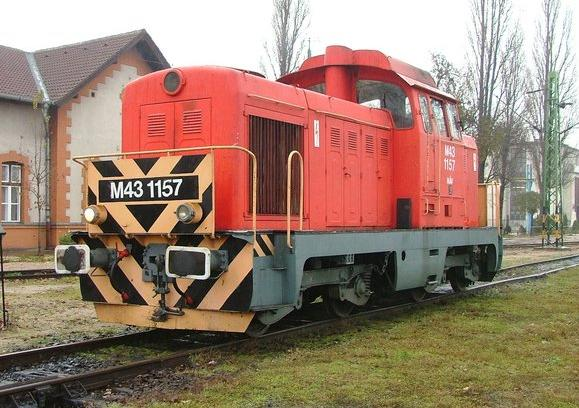
M43 mozdony

1974-1979 között a román államadósság fejében kerültek a MÁV-hoz az M43 (164 db: 331 kW), M47(38db: 514 kW+75 db: 700 kW) típusú mozdonyok (néhány ideiglenesen a GYSEV-nél is üzemelt). Ezek a gépek hasonló kivitelű, hidraulikus mozdonyok. Konkurenciát jelentettek tehát a Ganz-mozdonyoknak, főleg az M46-os nagyobb szériájának gyártását akadályozták meg. A mozdonyokban a Mercedes-Maybach licenc dízelmotorok és hidrodinamikus, Voith licensz hajtóművek működnek. A típus az egész országban elterjedt, az M47,20-as mozdonyok, a Ganz vonatfűtő generátorral ellátva, több vonalon (Győr-Veszprém, Székesfehérvár-Veszprém, Lepsény-Veszprém, valamint helyi forgalomban Pécs, Miskolc, Füzesabony, Zalaegerszeg környékén) személyszállító vonatokat is vontattak.

### Bzmot

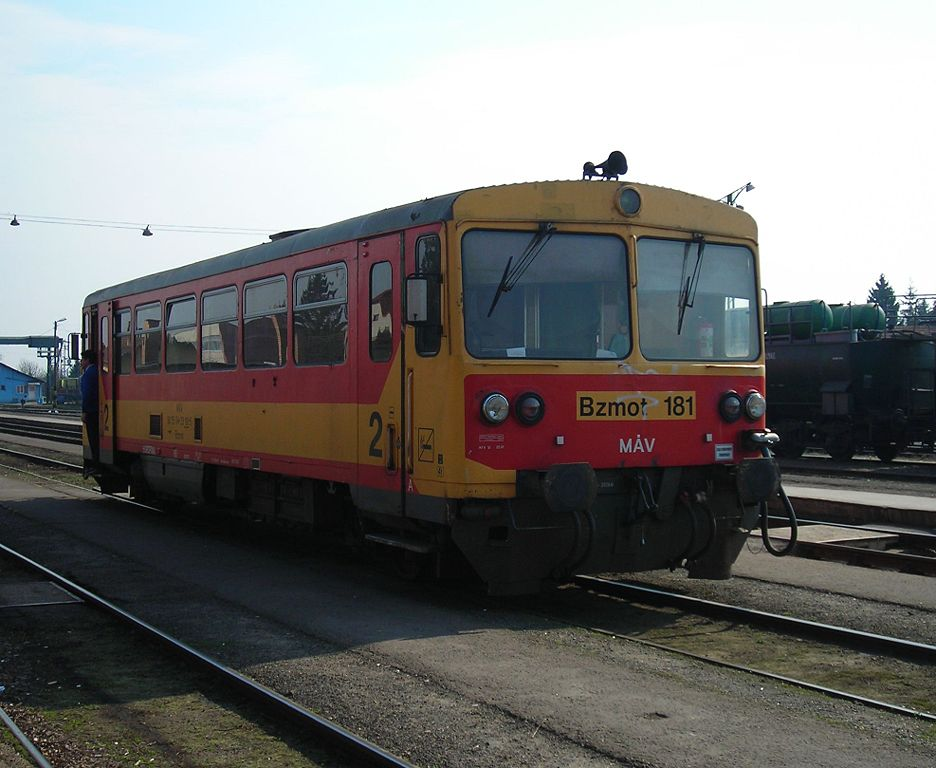
Bzmot motorvonat

1979-től kerültek a MÁV birtokába a csehszlovák Vagonka Studenkától kéttengelyes, A1 tengelyelrendezésű motorkocsik (Bzmot 001–207). Ezekben a Skoda dízelmotorokat az első nagyjavítás alkalmával Rába-MAN D2156HM6U motorokra cserélték. A megrendelésre azért volt szükség, mert a BCmot-ok rendkívül elöregedtek. A nagyszámú motorkocsi, a hozzá tartozó pótkocsikkal az ország összes mellékvonalán elterjedt. Jellemző rájuk, hogy a kis forgalmú mellékvonalakon nagyon gazdaságosak, ám ez alacsony szintű utazási komfortjukban is megmutatkozik.

## Dízelvontatás a 80-as években
A 80-as években még tartott az M41 és Bzmot sorozatok beszerzése, ezt követően azonban új dízelgépek már nem érkeztek, ezt a terjedő vasút-villamosítás okozta. A szállítási igények növekedtek, így szükség volt ideiglenesen néhány széles nyomtávú Szergej normára való átépítésére (M62,271-273), valamint idegen vasúttól való megvásárlására (M62,274-283). A 80-as években a dízelvontatás kiszorult a Cegléd-Szeged, Kiskunfélegyháza-Kiskunhalas, Miskolc-Kazincbarcika, Budapest-Pusztaszabolcs-Pécs, a Budapest-Székesfehérvár-Nagykanizsa, Győr-Sopron, Aszód-Vác, Dombóvár-Kaposvár vonalakról. Ez vontatójármű-átcsoportosításokat vont maga után. Ily módon a GYSEV például a MÁV-val V43-as mozdonyokra cserélte M41-eseit. Az M62-esek egy részét is selejtezte a GYSEV.

## Dízelvontatás a 90-es években
1989-től a szállítási igények drasztikusan csökkentek, ugyanakkor a szállítások túlnyomó része a nemzetközi fővonalakra esett. Ezeket ekkorra már villamosították, illetve ebben az évtizedben került föléjük felsővezeték. A MÁV veszteséges működése miatt csökkenteni kellett a személyszállítás volumenét is. A dízelmozdonypark a beszerzések leállításával öregedni kezdett. Mindezek hatalmas dízelmozdony-selejtezéseket vontak maguk után. A 80-as évek során a selejtezések csupán a balesetekben súlyosan megsérült mozdonyokat érték utol. Nagyarányú selejtezések kezdődtek viszont 1990-ben. A selejtezett mozdonyok még használható alkatrészeit kimentették és felhalmozták, a feleslegeseket pedig szétvágták. Kezdetben különösen az M31, M32, M61, majd az M40, M44, M62 típusok és legújabban már az M43, M47 mozdonyok egy része került selejtezésre.
A villamosítás további terjedése újabb vonalakról szorította ki a dízelvontatást (Fonyód–Keszthely, Kaposvár–Gyékényes, Miskolc–Hidasnémeti), és 1998 tavaszán elkészült a felsővezeték a Budapest–Vácrátót vonalon, ősszel a Balatonszentgyörgy–Nagykanizsa–Murakeresztúr vonalon is. A vácrátóti vonalon közlekedő M41-esek Szentes, Celldömölk állományába kerültek át. Ugyanekkor a Budapest-Esztergom-Komárom vonalon is eltűntek a személyvonatokról, helyettük Bzmot motorvonatok álltak forgalomba. 1998-ban megkezdődött a Székesfehérvár–Szombathely-vasútvonal villamosítása. 1999-re Székesfehérvártól Várpalotáig a villamos vontatás lépett üzembe.
A dízelvontatás erős háttérbe szorulásával és az időleges vontatójármű-felesleg kialakulásával elindult a járműtipizálás, a típusok számának minimumra csökkentése. Dízelvontatásnál ennek akadálya korábban a sokféle vontatási feladat volt. A MÁV dízeljármű-parkjának diverzitása beszerzési okokkal is magyarázható. A fennmaradó kis mozdonysorozatok végzete az egy mozdonyra eső nagyobb fenntartási költség, ezért ezek nem kívánatosak. Az M31 típust például M43-as mozdonnyal helyettesítve gyorsan selejtezték, csak Szegeden maradt öt példánya. Itt a román gépek nem tudtak elterjedni. Az M63-as sorozatot meghibásodásai miatt selejtezték 1992-ben, de a kiváltásukra alkalmazott M62 nem alkalmas az összes vontatási feladatra.
1995-től kezdve az M40-esek is folyamatosan teret vesztettek, Tapolca térségében M61 és később M47 váltotta fel őket a személyvonati szolgálatban, Nagykanizsa térségében MÁV M62 és MDmot váltotta ki őket. 1996-97-től pedig az M41-es a sorozat fő felváltója. Jelentős selejtezések kezdődtek 1996-tól. Az M40-esek egy részének új funkciója a tartalékos szolgálat és könnyebb tolatós tehervonati szolgálat, melyet a nagy gázolaj-fogyasztású M62-esnél gazdaságosabban tud ellátni. 1997-től a szombathelyi M40-esek sem járnak már személyvonatokkal, őket M41-esek és Bzmot motorvonatok váltják fel. A Hatvan-Somoskőújfalu vonalon is M41-esek járnak 1997 őszétől. A Púposok térvesztését indokolja, hogy a MÁV 1997 után nem alkalmaz gőzfűtést a vonatokon.
MÁV M62-es mozdonyok személyvonatokkal már csak a Székesfehérvár-Szombathely vonalakon jártak, ezen vonalak 1998-ra, illetve 2000-re esedékes villamosításával kiszorultak a személyvonati szolgálatból. Ennek ellenére, többnyire időszakos személyszállító vonatokon még találkozni lehet velük. Bizonyos vonatokkal járnak még Celldömölk-Győr és Fonyód-Kaposvár között is. Változatlanul megmaradt számukra a tehervonati forgalom a nem villamosított fővonalakon valamint Budapest környékén a ferencvárosi pályaudvar helyi tehervonati forgalmában.
A 90-es évek több újítást is hozott, köztük az InterCity vonatok bevezetését. Ezek csak a Csorna–Szombathely vonalon voltak dízelvontatásúak annak villamosításáig. A szolgálatot a nagykanizsai vonalon MÁV M62-esek, a csornai vonalon M41-esek látták el. Az esetleges nagyobb vonatterheléskor itt is MÁV M62-esek ugranak be, a légkondicionálás miatt vonatfűtőkocsival. Ez ideális feladat lenne az M63-as mozdonynak.

## Bzmot, iker Bz-k
Az elöregedő géppark egyes típusainak felújítása is megkezdődött. 1995 óta a szombathelyi MÁV Vasjármű Kft.-ben Bzmot motorkocsik felújítása folyik, a 300-as sorozatú Bz-k új Rába D10 dízelmotorral (1. széria) felszerelve nagyobb motorteljesítménnyel és 80 km/h-ra növelt sebességükkel a korszerűbb mellékvonali forgalmat célozzák. Megújult a belső berendezés is. A 200-as sorozat további fejlesztés terméke, megbízhatóbb MAN dízelmotorral. A korszerűsített motorkocsik megjelentek több fővonalon is, kiszorítva az M40, M41, M47 mozdonyokat. A legújabb fejlesztés az InterPici nevű Bz kocsi bevezetése Miskolc-Tiszaújváros és Debrecen-Mátészalka között; ezek a sínbuszként funkcionáló motorkocsik az IC vonatokra ráhordó szerepet töltenek be. Belső berendezésük is az IC vonatokéhoz hasonló, Volvo penta hajtóegységgel rendelkeznek.
2003-ban több Bzmot tengelyén is repedéseket fedeztek fel, így ideiglenesen az összeset leállították a vizsgálat végéig, majd miután a hibákat kijavították, a Bzmotok ismét szolgálatba állhattak.
A Bzmot egy másik fejlesztése a 2005-ben elkészült Iker-Bz. Az átalakítás során egy Bzmot motorkocsit és BDzx mellékkocsit építettek egybe, csak egy prototípus készült. A konstrukció tetszett a MÁV-nak, azonban máig nem érkezett újabb megrendelés.

### Új mozdony?
1994-ben a Ganz-Hunslet-Ganz-Ansaldo elkészítette egy dízel-villamos tolatómozdony prototípusát, melynek erőforrása egy 640 kW teljesítményű MWM Deutz dízelmotor. A motor váltóáramú generátoron és tirisztoros egyenirányítón keresztül látja el feszültséggel az egyenáramú vontatómotorokat. A fejlesztés az elöregedett M44-es sorozat felváltását célozza. A DVM-14 gyári jellegű mozdony, mely az M42,001 pályaszámot kapta, az üzemben bevált, de sorozatgyártására a MÁV anyagi helyzete miatt eddig nem került sor. Tervek születtek a konstrukció aszinkron erőátvitelű változatára is (DVM-15).

## Dízelvontatás a 21. században

Magyarország villamosított vasútvonalai 2017-ben

1999-ben tovább folyt a vasútvillamosítás a Székesfehérvár–Szombathely-vasútvonalon. A 2000-es menetrendváltástól már Celldömölkig közlekedhetnek a villamos vontatású szerelvények. Ezzel megszűnt az MÁV M62-esek rendszeres gyorsvonati közlekedése. A 2000-es menetrendváltástól már csak 3 db M61-es maradt szolgálatban, átminősítések révén. Emiatt és az M41-esek csökkenő szolgálatképessége következtében az észak-balatoni vonalon ismét rendszeresen közlekedtek az MÁV M62-es mozdonyok, sőt ritkán M40-es is vontatott személyszállító vonatot. 

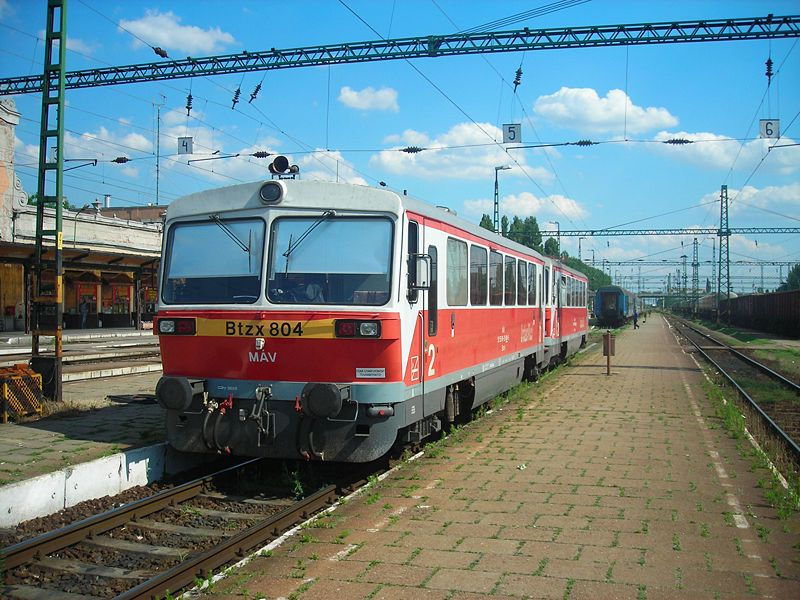
InterPici motorvonat

Egyre több vonalon álltak szolgálatba az InterPicik, melyekhez 2000-től már vezérlőállásos pótkocsik is készültek. Az ország nem villamosított vonalain a Bzmot és MDmot motorvonatok mellett az M41-es mozdonyok továbbították a személyszállító vonatokat. Ettől eltérő esetek csak M41 szolgálatképtelenség vagy mozdonyhiány esetén fordulnak elő, kényszermegoldásként.
Az M41-esek, M47-esek korszerűsítése az említett formában nem hozott kielégítő eredményeket. Ugyanakkor (főleg tolató) szolgálatba álltak az első korszerűsített M44,4 (Caterpillar dízelmotorral, számítógép vezérléssel, de az eredeti villamos erőátviteli rendszerrel) és M47,12 (MTU motorral, új hidraulikus hajtóművel, szg. vezérléssel és szerkezeti átalakításokkal) sorozatú mozdonyok. MTU motorral és váltóáramú-egyenirányítós erőátvitellel tervezték az MÁV M62-esek korszerűsítését. E mozdonyokból továbbra is szükség van 40-60 darabra a MÁV vonalain. Az MDmot motorkocsik korszerűsítése során új, közvetlen befecskendezésű Ganz dízelmotor és új erőátviteli rendszer beépítése történt.

### Remotorizáció
Az elöregedő mozdonyok sokat fogyasztottak, nem voltak környezetbarátok és egyre többször hibásodtak meg. Emiatt több mozdonyon teljes felújítást végeztek. Motorcseréket végeztek a Bzmot-okon, az M43-as, M44-es és az M47-es sorozatú mozdonyokon, de a legnagyobb fejlesztések az M41-es és az M62-es mozdonyokon történtek.

#### Remotorizált M62-esek
1997-ben megkezdődött a motorcserés felújítás az M62-esek körében. A nagymértékben korszerűsített mozdonyok a 300-as pályaszámcsoportba kerültek át. Az átalakított gépekbe új Caterpillar és MTU dízelmotorokat építettek be. Az M62 301, M62 303 és M62 304 pályaszámú gépek MTU-motort, a többi Caterpillar motort kapott. 34 gépet remotorizáltak 2007-ig (M62 301-től M62 334-ig). A munkát a budapesti Északi Járműjavító és a Szolnoki Járműjavító felváltva végezte.

#### Remotorizált M41-esek
2002-ben két M41-es mozdonyba - nagyjavításuk során - kísérletképpen új dízelmotorok kerültek, melyek környezetbarátabb és halkabb konstrukciók, mint az eredeti. Az új, 23xx-as pályaszámcsoportú gépek két „prototípusa” közül az M41 2301 pályaszámúba Caterpillar 3516B DI-TA SC típusú dízelmotor, az M41 2302 pályaszámúba pedig MTU 16V 4000 R40 típusú került. Az előbbi konstrukció jobban bevált, így az utánuk 2004-2008 között remotorizálásra került 33 darab M41-es mozdony - M41 2303-M41 2335 pályaszámokon - is Caterpillar motort (CAT 3512B HD SC) kapott. A Caterpillar dízelmotor csendesebb és jellegtelenebb hangja miatt a felújított mozdonyok a „Hörgő” becenevet kapták.

### Az új generáció

#### Uzsgyi

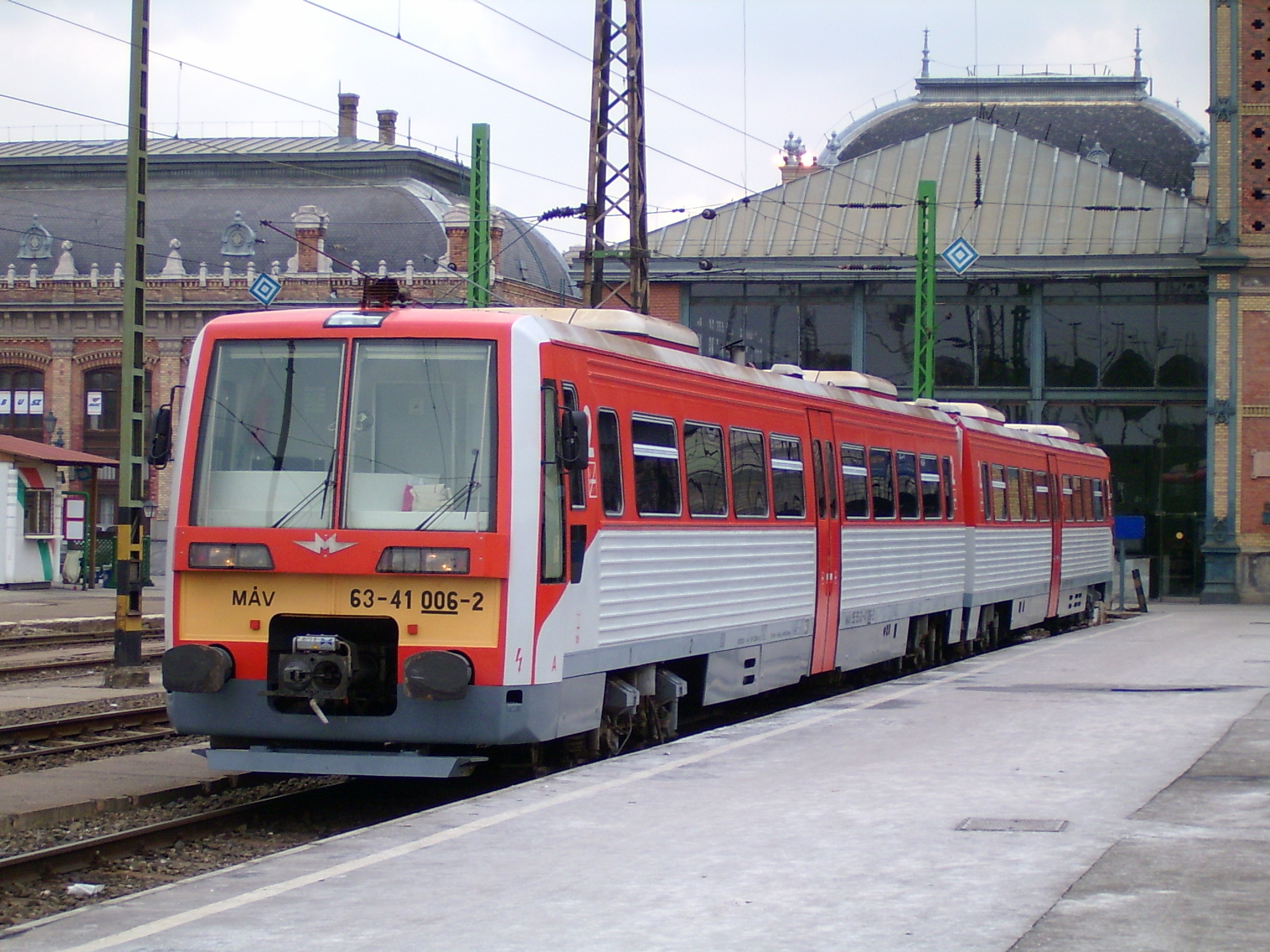
6341-es motorvonat a Nyugati pályaudvaron

Orosz államadósság miatt érkeztek Magyarországra az Uzsgyik. A 416 sorozatú ikermotorkocsi prototípusa 2002. június 14-én érkezett Mityiscsiből, a Metrovagonmas gyárból Záhonyba, vendég forgóvázakon az ukrán és a magyar nyomtávkülönbség miatt. 2002. június 16-án a Nyugati pályaudvaron mutatták be az első 6341 001-3 pályaszámú ikermotorkocsit a nagyközönségnek. A prototípus július 23-án sikeres hatósági próbát tett, majd a kisebb „gyermekbetegségek” kijavítása után a KKF (Központi Közlekedési Felügyelet) engedélyével augusztus 14-től immár utasokkal Budapest és Esztergom között forgalomba állt. A prototípus magyarországi forgalmi üzemeltetési tapasztalatai alapján a Metrovagonmas gyár a második motorvonaton számos műszaki módosítást hajtott végre, amiket utólag alkalmaztak az első motorkocsin is.

#### Desiro

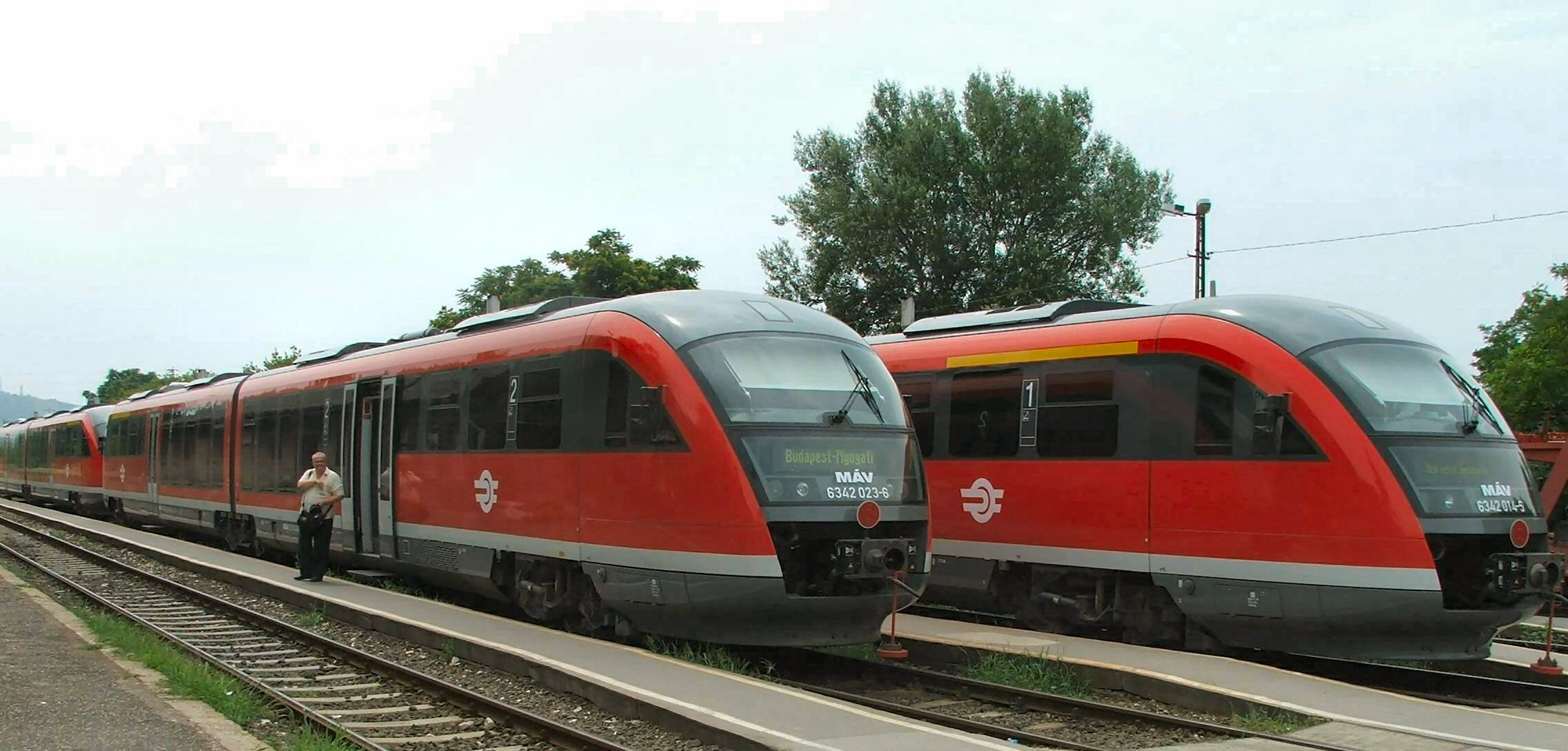
Siemens Desiro motorvonatok Esztergomban

A MÁV motorkocsiparkjának átlagos életkora a 2000-es évek elejére elérte a 35 évet. A kor követelményeinek már nem feleltek meg sem komfort, sem gépészeti felépítés szempontjából. Ezért a MÁV 2001-ben ikermotorkocsik beszerzése mellett döntött. A MÁV az orosz ikermotorkocsik beszerzése mellett tendert ír ki további, más típusú motorkocsik beszerzésére. A beérkezett pályázatok közül a vasút szakemberei a korábban már a Vogtlandbahn német magánvasút színeiben bemutató jelleggel Magyarországon járt Siemens Desiro típus mellett döntöttek, és megkötötték a szerződést 13 darab jármű gyártására. A szerződés továbbá tartalmazott opciót további 10 motorkocsira is. Ezeket pár évvel később szállították. Az ikermotorkocsik 2003 folyamán érkeztek a MÁV vonalaira.

## Dízelvontatás jövőben
A MÁV a dízelvontatást az elkövetkezendő negyedszázadban a jelenlegi állomány korszerűsített változataival kívánja megoldani. Ez azt jelenti, hogy selejtezett mozdonyok alvázának felhasználásával új motor és vezérlés beépítésével az új mozdony beszerzési árának töredékéért egy szinte teljesen új gép épül.